# معسكر وليام جيمس
افتتح معسكر وليام جيمس في عام 1940 بواسطة الدكتور الجامعي بكلية دارتموت، يوجين روزنستوك-هويسي، كمركز لتدريب الشباب على القيادة في فيلق الحفظ المدني، الذي افتتح عام 1933 من قبل فرانكلين ديلانو روزيفلت. كان يقع بالقرب من تونبريدج، فيرمونت. تم سحب تمويل المعسكر بعد عام واحد فقط من تأسيسه، إلى جانب بقية، بعد  الهجوم على بيرل هاربور، الذي جلب الولايات المتحدة إلى الحرب العالمية الثانية.
كان اسم المخيم وإلهامه الفيلسوف البرغماتي ويليام جيمس، الذي ألقى خطابًا مؤثرًا في جامعة ستانفورد عام 1906 بعنوان «المعادل الأخلاقي للحرب». قال جيمس: «لا يمكن أن يكون اقتصاد السلام الناجح دائما مجرد اقتصاد متعة»، «يجب أن تكون الفضائل العسكرية هي الإسمنت الدائم؛ الجرأة، وازدراء الرقة، والتنازل عن المصلحة الخاصة، والطاعة للأوامر، يجب أن تظل الصخرة التي تقوم عليها الدول مبنية». جادل جيمس بأن تكريس نفسه لهذه الفضائل القتالية في خدمة الآخرين، وتولي المهام الوضيعة للمجتمع مثل جيش في حالة حرب من أجل السلام، هو قوة مساوية للحرب. تبنت روزنستوك-هويسي هذا الموضوع، واصفة الشباب الذين تم تجنيدهم في برنامج المعسكر «بالجنود»
في عام 1945، كتب روزنستوك-هويسي في كتابه المستقبل المسيحي
صانعي السلام والمخططين لدينا يجب أن يتم دعمهم من قبل المعسكرات في جميع أنحاء العالم، حيث يخدم الشباب الذين يتم تجنيدهم من كل بلدة وقرية في جميع أنحاء العالم. يجب أن تنفذ هذه الخدمة المنظمة العالمية حيث يجب أن يختبر الشباب ما يخطط له كبار السن قبل أن يكون لكبار السن أي سلطة.
من بين أولئك الذين انضموا إلى العمل قصير الأمد في كامب ويليام جيمس كان طالب دارتموث، بيج سميث، الذي أصبح فيما بعد مؤرخًا أمريكيًا مهمًا في جامعة كاليفورنيا، سانتا كروز. أثناء وجوده في هيئة التدريس في جامعة كاليفورنيا في لوس أنجلوس، في عام 1962، كتب سميث رسالة إلى هوبير همفري يقترح فيها نسخة دولية من تجربة كامب ويليام جيمس في «المعادل الأخلاقي للحرب». مرر همفري الفكرة إلى رئيس الولايات المتحدة، جون إف كينيدي، وبحلول عام 1963، تم إنشاء فيلق السلام.